# Luxemburg op de Olympische Zomerspelen 1984
Luxemburg nam deel aan de Olympische Zomerspelen 1984 in Los Angeles, Verenigde Staten. 

## Deelnemers en resultaten

### Atletiek
| Olympiër    | Discipline   | Resultaat | Prestatie |
| ----------- | ------------ | --------- | --------- |
| Marc Agosta | marathon (m) | 54e       | 2:27.41   |

### Boogschieten
| Olympiër                 | Discipline      | Resultaat | Prestatie                                                                              |
| ------------------------ | --------------- | --------- | -------------------------------------------------------------------------------------- |
| André Braun              | individueel (m) | 24e       | 1ste ronde: 26ste met 1227 punten 2de ronde: 22ste met 1232 punten totaal: 2459 punten |
| Claude Rohla             | individueel (m) | 32e       | 1ste ronde: 32ste met 1217 punten 2de ronde: 35ste met 1204 punten totaal: 2421 punten |
|                          |                 |           |                                                                                        |
| Jeannette Goergen-Philip | individueel (v) | 16e       | 1ste ronde: 17de met 1224 punten 2de ronde: 15de met 1228 punten totaal: 2452 punten   |

### Schietsport
| Olympiër      | Discipline             | Resultaat | Prestatie  |
| ------------- | ---------------------- | --------- | ---------- |
| Roland Jacoby | 50m geweer liggend (m) | 17e       | 591 punten |

Algerije · Amerikaanse Maagdeneilanden · Andorra · Antigua en Barbuda · Argentinië · Australië · Bahama’s · Bahrein · Bangladesh · Barbados · België · Belize · Benin · Bermuda · Bhutan · Birma · Bolivia · Bondsrepubliek Duitsland · Botswana · Brazilië · Britse Maagdeneilanden · Canada · Centraal-Afrikaanse Republiek · Chili · China · Chinees Taipei · Colombia · Congo-Brazzaville · Costa Rica · Cyprus · Denemarken · Djibouti · Dominicaanse Republiek · Ecuador · Egypte · El Salvador · Equatoriaal-Guinea · Fiji · Filipijnen · Finland · Frankrijk · Gabon · Gambia · Ghana · Grenada · Griekenland · Groot-Brittannië · Guatemala · Guinee · Guyana · Haïti · Honduras · Hongkong · Ierland · IJsland · India · Indonesië · Irak · Israël · Italië · Ivoorkust · Jamaica · Japan · Joegoslavië · Jordanië · Kaaimaneilanden · Kameroen · Kenia · Koeweit · Lesotho · Libanon · Liberia · Liechtenstein · Luxemburg · Madagaskar · Malawi · Maleisië · Mali · Malta · Marokko · Mauritanië · Mauritius · Mexico · Monaco · Mozambique · Nederland · Nederlandse Antillen · Nepal · Nicaragua · Nieuw-Zeeland · Niger · Nigeria · Noord-Jemen · Noorwegen · Oeganda · Oman · Oostenrijk · Pakistan · Panama · Papoea-Nieuw-Guinea · Paraguay · Peru · Portugal · Puerto Rico · Qatar · Roemenië · Rwanda · Salomonseilanden · Samoa · San Marino · Saoedi-Arabië · Senegal · Seychellen · Sierra Leone · Singapore · Soedan · Somalië · Spanje · Sri Lanka · Suriname · Swaziland · Syrië · Tanzania · Thailand · Togo · Tonga · Trinidad en Tobago · Tsjaad · Tunesië · Turkije · Uruguay · Venezuela · Verenigde Arabische Emiraten · Verenigde Staten · Zaïre · Zambia · Zimbabwe · Zuid-Korea · Zweden · Zwitserland